# Head pressing
El head pressing (traducido literalmente como "presionar la cabeza") es una condición veterinaria caracterizada por la presión de la cabeza contra un muro o empujar el rostro contra una esquina por ninguna razón aparente. Esta condición ha sido vista en perros, gatos, vacas, caballos, y cabras. La presión craneal usualmente es un signo de algún desorden neurológico, especialmente en el prosencéfalo (por ejemplo, infección del prosencéfalo), or of toxicidad daños en el hígado, como derivación portosistémica y encefalopatía hepática.
No confundir con las caricias que los animales se dan entre sí con sus cabezas, ese es un comportamiento común en animales sanos.

## Posibles causas
- Enfermedad del Prosencéfalo
- Derivación hepática
- Tumor cerebral
- Trastorno metabólico (por ejemplo, hiponatremia o hiperatremia)
- Accidente cerebrovascular
- Infección del sistema nervioso (rabia, parásitos, infección bacteriana, vírica o fúngica)
- Trauma craneal[3]

### Neurotoxicidad hepática
Una neurotoxicidad hepática es una condición congénita o adquirida que puede provocar toxicidad y presión craneal. Otros síntomas son el babeo y la maduración lenta en las primeras etapas del desarrollo. Los animales de mediana y avanzada edad suelen padecer cirrosis hepática con más frecuencia que los más jóvenes.

### Causas virales
Varios virus que causan encefalitis o meningoencefalitis pueden provocar el signo neurológico del prensado de la cabeza, como la encefalitis equina oriental y el herpesvirus bovino 5.